# Saint-Georges-du-Vièvre
Saint-Georges-du-Vièvre es una localidad y comuna francesa situada en la región de Alta Normandía, departamento de Eure, en el distrito de Bernay y cantón de Saint-Georges-du-Vièvre.

## Demografía
| 693 | 706 | 658 | 556 | 573 | 640 |
| Para los censos de 1962 a 1999 la población legal corresponde a la población sin duplicidades (Fuente: INSEE [Consultar]) |     |     |     |     |     |

## Administración

### Entidades intercomunales
Saint-Georges-du-Vièvre está integrada en la Communauté de communes du Vièvre-Lieuvin. Además forma parte de diversos sindicatos intercomunales para la prestación de diversos servicios públicos:
- Syndicat de l'électricité et du gaz de l'Eure (SIEGE)
- Syndicat d'assainissement de la région du Vièvre
- Syndicat d'Eau de la Région du Lieuvin (SERL)

### Riesgos
La prefectura del departamento de Eure incluye la comuna en la previsión de riesgos mayores  por la presencia de cavidades subterráneas.